# Kutakanna Tissa
Kutakanna Tissa o Kalakannie Tissa (Makalan Tissa) fou rei de Sri Lanka, segon fill de Maha Chula.
El príncep va guanyar el suport popular contra la vida llicenciosa que portava la reina Anula i finalment la va fer cremar viva i es va proclamar rei. Va regnar uns vint anys del 42 al 21 aC.
Va construir una Uposathasala (una sala agregada a una vihara) en un lloc especialment consagrat i dedicat només a l'ús dels sacerdots de la ordre superior (Upasampada) a Mihintale i va construir una dagoba (Ambastalladagoba) al front, que encara es conserva. Un gran canal anomenat Vannakanna i dos tancs d'aigua anomenats Amadugga i Bhayoluppa, van ser construïts durant el seu regnat. Va posar cura a l'agricultura i va construir una muralla defensiva de tres metres d'altura i un fossat excavat al voltant de la capital tancant una àrea de 632 km². Algunes restes de la muralla encara es poden veure a Aliaparte, un lloc a 7 km d'Anuradhapura; Mihintale estava a la part oriental de la muralla.
Kalakannie Tissa no va residir al palau dels seus predecessors perquè el considerava contaminat per la mort d'Anula. Va residir a un palau nou que es va fer construir prop de l'antic. Com esteta va fer construir un parc a la capital amb el nom de Padumassara; també va construir un monestir anomenat Dantageha prop de palau, per a la seva mare, que havia esdevingut monja.
A la seva mort el va succeir el seu fill Bathikabeya o Bhatikabhaya Abhaya (Bhattika Raja).